# Dodo Chaplet
Dorothea "Dodo" Chaplet es un personaje de ficción interpretado por Jackie Lane en la longeva serie británica de ciencia ficción Doctor Who. Es una adolescente de la Tierra del año 1966 y fue acompañante del Primer Doctor y regular en el reparto durante la tercera temporada, de febrero a julio de 1966. La personalidad de Dodo es de una chica poco sofisticada, vivaz y alegre.
Finalmente, los productores consideraron que el personaje no había sido un éxito, y el contrato de Lane no se renovó después del episodio dos de The War Machines. Para reemplazarla se introdujo como acompañantes dos personajes nuevos, Polly (Anneke Wills) y Ben Jackson (Michael Craze), pensando que estarían más en sintonía con la época de la Swinging London. Dodo apareció en seis historias (30 episodios).

## Historia del personaje
Dodo apareció al final del serial The Massacre of St Bartholomew's Eve. En esa historia, el Doctor y Steven Taylor viajan a París en 1572, donde son testigos de la persecución de los hugonotes. A pesar de trabar amistad con una joven llamada Anne Chaplet, el Doctor sabe que no pueden evitar la matanza que se avecina por parte de las autoridades católicas francesas, incluyendo a Anne. Así se marcha en la TARDIS llevándose a Steven con él. Cuando este se da cuenta, se enfurece y considera abandonar al Doctor mientras la TARDIS está en el Londres de los años sesenta.
Vuelve al mismo tiempo que una joven entra en la TARDIS pensando que era una cabina de policía auténtica. El Doctor y Steven se reconcilian cuando ella se presenta como Dodo Chaplet y dice que su abuelo era francés. El Doctor piensa que Dodo puede ser descendiente de Anne. Como algunos han apuntado, esto significaría que Anne vivió para tener un hijo ilegítimo (a menos que ella o uno de sus descendientes se casara con un hombre con el mismo apellido Chaplet).
En sus viajes con el Doctor, Dodo viaja al futuro, desafortunadamente llevándose con ella el virus del resfriado común que infecta a la humanidad, se enfrenta al Creador de Juguetes Celestial, es testigo del tiroteo en el O.K. Corral, se despide de Steven en The Savages y es hipnotizada por una inteligencia artificial en The War Machines.
A mitad de esa última historia, se marcha repentinamente para descansar en el campo después de su hipnosis, y nunca regresa. En la conclusión de la historia, Polly, quien junto a Ben Jackson la sustituyó como acompañante, explica al Doctor que Dodo ha decidido quedarse en el siglo XX.

## Otras menciones
Una imagen de Dodo aparece junto a la de todos los demás acompañantes hasta esa fecha salvo Leela y Kamelion en la pantalla del escánder de Resurrection of the Daleks.